# Sąsieczno (województwo kujawsko-pomorskie)
Sąsieczno – wieś w Polsce położona w województwie kujawsko-pomorskim, w powiecie toruńskim, w gminie Obrowo.
W latach 1975–1998 miejscowość administracyjnie należała do województwa toruńskiego. Według Urzędu Gminy Obrowo (31.12.2018 r.) liczyła 402 mieszkańców.